# 朗波勒吉米利欧
朗波勒吉米利欧（法語：Lampaul-Guimiliau，法語發音：[lɑ̃pɔl ɡimiljo]）是法国菲尼斯泰尔省的一个市镇，属于莫尔莱区。

## 地理
朗波勒吉米利欧（48°29'35"N, 4°2'29"W）面积17.48 平方千米，位于法国布列塔尼大區菲尼斯泰尔省，该省份为法国最西部的省份，位于布列塔尼半岛西部，北西南三面环大西洋，东临阿摩尔滨海省和莫尔比昂省。
与朗波勒吉米利欧接壤的市镇（或旧市镇、城区）包括：普卢沃恩、吉克朗、吉米利欧、朗迪维肖、洛克埃吉内尔、洛克梅拉尔、圣索沃尔。

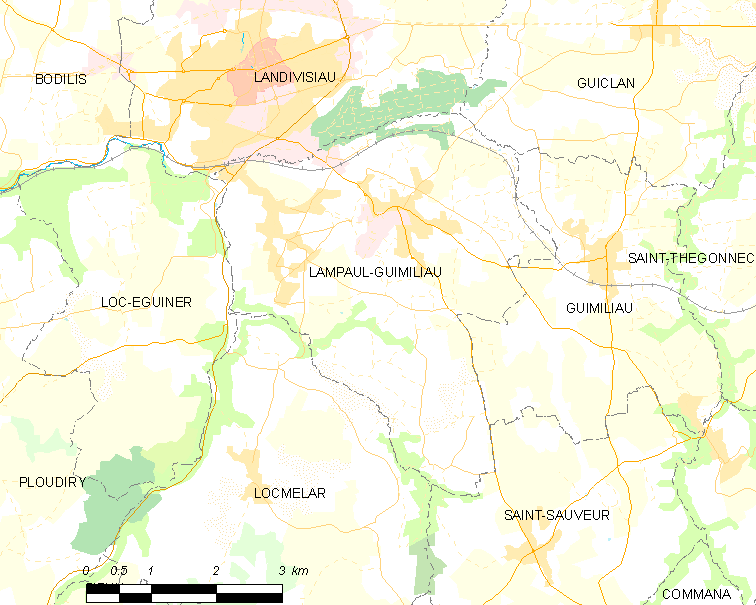
朗波勒吉米利欧的OSM定位图

朗波勒吉米利欧的时区为UTC+01:00、UTC+02:00（夏令时）。

## 行政
朗波勒吉米利欧的邮政编码为29400，INSEE市镇编码为29097。

## 政治
朗波勒吉米利欧所属的省级选区为朗迪维肖县。

## 人口

1962-2008年间朗波勒吉米利欧人口变化图示

朗波勒吉米利欧于2022年1月1日时的人口数量为2004人。